# Calosoma palmeri
Calosoma palmeri är en skalbaggsart som beskrevs av Horn. Calosoma palmeri ingår i släktet Calosoma och familjen jordlöpare. Inga underarter finns listade i Catalogue of Life.